# لورين تامايو
لورين تامايو (بالإنجليزية: Lauren Tamayo)‏ مواليد 26 أكتوبر 1983 في الولايات المتحدة، هو دراج أمريكي سابق. سبق أن شارك في دورة الألعاب الأولمبية الصيفية وفاز بميدالية أولمبية.

## الميداليات
| الميدالية | المسابقة                       |
| --------- | ------------------------------ |
| فضية      | الألعاب الأولمبية الصيفية 2012 |

## روابط خارجية
- لورين تامايو على موقع أرشيف الدراجات (الإنجليزية)
- لورين تامايو على موقع إحصائيات الدراجات الإحترافية (الإنجليزية)
- لورين تامايو على موقع نسبة الدراجات (الإنجليزية)
- لورين تامايو على موقع أوليمبيديا (الإنجليزية)